# Bruce Conner
Bruce Conner (McPherson, 18 novembre 1933 – San Francisco, 7 luglio 2008) è stato un pittore, scultore e regista statunitense.
I suoi assemblage hanno avuto enorme influenza su molti artisti a lui contemporanei. Conner ha esposto nei musei di New York, Chicago, San Francisco, Los Angeles e di altre grandi città degli Stati Uniti.

## Biografia
(Bruce Conner in un'intervista)
Bruce Conner nasce a McPherson, in Kansas, il 18 novembre 1933, ma trascorre l'infanzia e l'adolescenza a Wichita. Qui si iscrive alla Wichita University e, nel 1956, consegue il proprio attestato di B.F.A. (Bachelor of Fine Arts) presso l'università del Nebraska, dove incontra Jean Sandsted che sposerà nel 1957. Ricevuta una borsa di studio, frequenta per un semestre la Brooklyn Museum Art School. Successivamente, grazie all'ausilio di un'ulteriore finanziamento, studia presso l'università del Colorado. Stabilitosi con la moglie a San Francisco, diviene rapidamente un'icona della Beat Generation e, nel 1959, fonda la Rat Bastard Protective Association, una comunità nella quale militano artisti come Jay DeFeo, Joan Brown, Wallace Berman, George Herms, scrittori quali Michael McClure, Richard Brautigan, Philip Lamantia e il musicista Terry Riley.
Alla fine degli anni cinquanta Conner si cimenta nei suoi primi collage, che si sviluppano in assemblage tridimensionali, utilizzando materiali di scarto come foto, calze di nylon, chiodi, carta da parati, legname, indumenti e gioielli. Ignorando volontariamente la dimensione pittorica, Conner sviluppa la propria arte usando solo materiale preesistente, spesso consumato. Egli percepisce, per tutta la durata della sua carriera, le proprie composizioni come mutevoli e soggette naturalmente alle ingiurie del tempo, per questo stesso motivo non considera ultimato o completo alcun lavoro. Pur sembrando all'apparenza prive di significato, le opere di Bruce Conner, influenzate ingentemente anche dal Surrealismo, nascondono precisi messaggi sociali. Il consumismo, il militarismo, la violenza sulle donne risultano solo alcuni degli aspetti caratteristici dell'America del Secondo Novecento che l'autore attacca con veemenza artistica. Nello stesso periodo Conner si affaccia al mondo del cinema sperimentale e, attraverso la pellicola, sviluppa un nuovo metodo: assemblare elementi filmici e simultaneamente esaminare la natura ed il ruolo dello spettatore. In questo modo analizza in modo professionale i meccanismi cinematografici per orientare le gag che lo avevano affascinato da giovane (importante, in proposito, il contributo di Duck Soup dei fratelli Marx). Nel 1958 crea il suo primo film, A MOVIE (Conner utilizza caratteri volutamente in stampatello per denominare le sue opere), risultato dal recupero e dal montaggio di frammenti di diverse pellicole e vecchie telecronache.
Nel 1959, presso la Spatsa Gallery di San Francisco, viene tenuta la prima importante mostra a lui dedicata. Per pubblicizzare l'evento, vengono stampati dei volantini che hanno l'aspetto di manifesti luttuosi sui quali compare il titolo Works of the Late Bruce Conner. L'evento che crea maggior scalpore, nello stesso anno, risulta il San Francisco Art Association Artist Member Show tenutosi presso il De Young Memorial Museum. In questa occasione, Bruce Conner presenta una piccola scultura di cera nera raffigurante un bambino. Sul volto dell'infante è dipinta una smorfia di puro terrore, mentre alcune calze di nylon lo trattengono seduto su un alto seggiolone. CHILD, questo è il nome dell'opera, spinge Alexander Fried del San Francisco Examiner a scrivere di "mostra violenta", mentre Waite Elmont, del San Francisco Chronicle, intitola il proprio articolo It's Not Murder - It's Art.
Un anno più tardi Conner conquista ancora una volta l'attenzione della stampa grazie ad una mostra di assemblage e collage alla Martha Jackson Gallery di New York e, nel mese di dicembre, dipinge di nero le pareti dell'intera Batman Gallery di San Francisco per presentare il proprio lavoro.
Nel 1961 ultima il secondo film, COSMIC RAY, un esperimento di found footage della durata di quattro minuti circa. Nonostante la popolarità crescente del proprio lavoro, Bruce Conner trascorre tutto il 1962 in Messico con sua moglie Jean a causa degli scarsi proventi che la carriera artistica gli procura. Durante questo anno pone le basi per futuri assemblage e collage. Con un figlio appena nato, la coppia fa ritorno negli Stati Uniti stabilendosi nel Massachusetts durante gli ultimi mesi del 1963. Il 22 novembre di questo stesso anno il Presidente John F. Kennedy viene assassinato e, in quest'occasione, Bruce Conner riprende il servizio televisivo riguardante l'accaduto e lo trasforma in REPORT, un'ulteriore riflessione sul ruolo della violenza nella società americana.
Nel 1964 Conner espone nuovamente alla Batman Gallery, anche se per soli tre giorni; durante questo arco di tempo l'autore non abbandonerà mai la mostra. Parte dell'evento viene ripreso per poi trovare spazio nel film VIVIAN. È durante questo periodo che l'autore decide di non dedicarsi più agli assemblage che l'avevano reso tanto conosciuto: pondera di ultimare, invece, alcuni film di breve durata. TEN SECOND FILM è un trailer che gli viene commissionato nel 1965 in occasione del New York Film Festival, ma che i promotori stessi scartano a causa della veloce successione delle immagini rappresentate. BREAKAWAY e THE WHITE ROSE, rispettivamente del 1966 e del 1967, costituiscono due dediche indirizzate a due differenti figure femminili di spicco. Il primo film in questione, infatti, celebra la musica e l'attitudine trasformista della cantante Toni Basil, mentre THE WHITE ROSE documenta la rimozione del maestoso e più celebre dipinto di Jay DeFeo dall'appartamento dell'artista. LOOKING FOR MUSHROOMS, nel formato del 16mm, si mostra come un viaggio a colori di tre minuti in cui diviene protagonista assoluta la canzone Tomorrow Never Knows dei Beatles.
Oltre ad approfondire la sua dimensione cinematografica, Conner concepisce una serie di disegni a pennarello che catalogherà come MANDALA SERIES. Trasformerà alcuni di questi lavori in litografie solo alla fine degli anni settanta. Altresì, si dedica alla composizione di collage che verranno esposti tra il 1970 e il 1973 con il titolo di THE DENNIS HOPPER ONE MAN SHOW (opera che prende il nome dal regista amico Dennis Hopper). Con il fotografo Edmund Shea crea una serie di fotografie a grandezza naturale che chiamerà ANGELS.
Nella seconda metà degli anni settanta, devoto sempre più al mondo del disegno e della fotografia, Bruce Conner documenta con alcuni importanti scatti la scena punk rock americana. Nel 1978 crea MONGOLOID, film basato sulla canzone omonima dei Devo, celebre gruppo new wave dell'Ohio. Tra il 1981 e il 1982, invece, compone due film direttamente ispirati alla musica di David Byrne e Brian Eno: MEA CULPA e AMERICA IS WAITING sono due opere impreziosite dalle due canzoni omonime tratte da My Life in the Bush of Ghosts, uno degli album più importanti della scena musicale sperimentale.
Per tutta la durata degli anni ottanta e novanta Conner continua a creare disegni con macchie d'inchiostro (espone alcuni di essi alla Whitney Biennal del 1997) e collage, molti dei quali contenenti numerose immagini religiose.
Nel 1999 viene pubblicata dal Walker Art Center una fondamentale monografia, 2000 BC: The Bruce Conner Story, Part II, tuttora la più completa esistente. In occasione della pubblicazione del volume, Conner annuncia la fine della sua carriera artistica. Nonostante l'annuncio ufficiale, egli continua a produrre arte in quanto "Anonimo" anche poco tempo prima della morte. Una serie di disegni composti da macchie d'inchiostro, che corrisponde al nome di 9/11, viene attribuita a lui.
Bruce Conner, che ha annunciato più volte il suo decesso come un evento d'arte concettuale, muore il 7 luglio 2008.

## Film
Lo stile cinematografico di Bruce Conner si distingue per il montaggio dinamico dato dai frequenti tagli (A MOVIE diviene esempio concreto di questa pratica) e dalle ripetizioni ossessive di frammenti di scene, intervallati spesso da flickering, fotogrammi neri o del "conto alla rovescia". Questi espedienti interrompono la visione delle scene al fine di destare lo spettatore facendolo soffermare sul medium utilizzato per la fruizione delle immagini. In questo modo, Conner cerca di rivoluzionare la figura dello spettatore, distaccandosi da un'altra corrente di cinema sperimentale dello stesso periodo che vede in Andy Warhol il massimo esponente. Warhol, infatti, in film come Sleep ed Empire, utilizzava lunghe riprese statiche dei soggetti. Nei lavori di Conner, invece, persiste un'evidente impronta narrativa e un frenetico dinamismo delle immagini.
Anche la musica, nei film di Conner, assume un ruolo decisivo in quanto, oltre a scandire il ritmo delle immagini, indirizza e conduce per mano l'osservatore fino al momento culminante della proiezione. L'ispirazione di A MOVIE deriva da una sequenza contenuta nel film del 1933 Duck & Soup. La scena in questione presenta il Presidente di Freedonia, Rufus T. Firefly (interpretato da Groucho Marx), mentre viene attaccato dalle truppe della vicina Sylvania. Conner notò che il forte umorismo della sequenza celava un altrettanto forte senso antimilitaristico. Recuperando scene di vecchi filmati dallo scarso valore economico e facilmente reperibili (come Thrills and Spills, telegiornali e video commerciali rappresentanti performance di sole figure femminili), Bruce Conner utilizza l'espediente comico dei Fratelli Marx per comporre il suo personalissimo messaggio ideologico.
A MOVIE viene presentato nel 1958, presso il San Francisco Museum of Art per celebrare il lavoro di Walt Disney. I dodici minuti di film in bianco e nero, impressi sul formato del 16mm, vengono ripetuti ininterrottamente per tutta la durata della mostra, così da creare una sorta di anti-film che scorre sulle note della sinfonia I pini di Roma di Ottorino Respighi ("Ogni volta che il film viene proiettato risulta differente, perché l'ambiente cambia ogni volta" - dall'intervista del 26 febbraio 1997 di Bruce Jenkins). Le immagini tipiche del cinema come il "count-down" e il "The End", che solitamente scandiscono l'inizio e la fine del film, vengono utilizzate da Conner per rivoluzionare la classica struttura narrativa: il loro inserimento all'interno dell'opera le priva, dunque, del significato originario.
COSMIC RAY (1961) è il primo film in cui Bruce Conner accompagna il materiale recuperato con riprese fatte da lui. In quest'opera emerge un frequente uso di loghi di marche ed elementi grafici (schizzi d'inchiostro e macchie di sostanze chimiche). COSMIC RAY alterna al montaggio due forme di contenuti grafici: da una parte testi e forme geometriche, dall'altra la performance di Beth Pewter, artista nata in Kansas, che appare spettralmente in immagini sovraesposte grazie a giochi di luci ed ombre. La musica che accompagna il film è un'esecuzione dal vivo di What'd I Say di Ray Charles, al quale il titolo del film rende evidente omaggio.
BREAKAWAY (1966) è un film montato sulla base di pellicole che presentano l'artista Toni Basil (Antonia Christina Basilotta) mentre danza e assume pose seduttive davanti ad uno sfondo nero. La canzone che fa da sottofondo all'opera è tratta dal 45 giri di Breakaway, singolo inciso dalla stessa Toni Basil. Durante la proiezione, la protagonista viene presentata intenta in vari cambi d'abito che si alternano a scene di nudo e a violenti spostamenti dell'inquadratura. Questa forma stilistica dona alla danzatrice una forma eterea, impalpabile. Basil celebra, in questo modo, la sua rottura con le oppressioni sociali e sessuali, distacco accentuato dal testo della canzone stessa: "I'm going to break away from all the chains that bind".
LOOKING FOR MUSHROOMS (1967) e VALSE TRISTE (1978) sono i lavori con il valore autobiografico più evidente. L'idea di LOOKING FOR MUSHROOMS nasce nel 1959 a San Francisco, città che Conner riprende di giorno e di notte in 16 mm. A queste riprese ne combinerà altre girate durante il soggiorno in Messico. Il girato contiene un repertorio sconvolgente di centinaia di singoli scatti, i quali mostrano un immaginario allucinatorio, misterioso ed astratto. Conner ritrae una città in cui la propria videocamera sembra voler raggiungere l'aldilà del reale, effetto incrementato dalla struttura simile ad un diario di viaggio, dalle omissioni dei riferimenti geografici, dei nomi e del tempo. L'amico Dennis Hopper per rappresentare la scena del viaggio lisergico dei protagonisti del suo film d'esordio Easy Rider, prese spunto dalla tecnica di montaggio usata nel film LOOKING FOR MUSHROOMS..
Conner inizia a lavorare a REPORT, pp. 236–51 nei giorni successivi all'omicidio di John F. Kennedy. In quel periodo l'artista vive vicino al luogo di nascita del Presidente, così decide di restare un anno a Brookline per raccogliere informazioni e dare la propria versione della tragedia. Attraverso la ripetizione delle immagini dell'assassinio, sfruttate eccessivamente dai vari media, Conner si pone l'obiettivo di reinterpretare l'accaduto sotto un aspetto meno familiare per lo spettatore. Con l'utilizzo del pulsante "SELL" tenta di denunciare la volontà dell'informazione mediatica americana di vendere una notizia e non divulgarla. Quest'attitudine è resa esplicita dalla comparazione tra le immagini della folla che aspetta la salma del Presidente e la pubblicità dei Cracker Ry-Krisp. REPORT è il risultato di una composizione di filmati televisivi amatoriali montati insieme a commenti audio riguardanti la morte di Kennedy (registrati opportunamente da stazioni radiofoniche). L'opera reperibile attualmente è l'ottava ed ultima versione, frutto di anni di lavoro; come Conner stesso afferma nel 1968 al Robert Flaherty Film Seminar: "Ero ossessionato... Non volevo terminare le modifiche al film".
THE WHITE ROSE (1967) risulta un affettuoso omaggio all'opera dell'artista Jay DeFeo intitolata, appunto, The Rose. Quest'ultima è costata all'autrice nove anni di lavoro e Bruce Conner sente di dover imprimere su pellicola una testimonianza che celebri l'ossessione dell'amica. In un'intervista del 1994 concessa allo SFMOMA (San Francisco Museum of Modern Art), Conner afferma: "Quando Jay DeFeo ha iniziato a creare The White Rose, esso è diventato ben presto l'unico dipinto a cui lei volesse dedicarsi. Ne era totalmente ossessionata. Ad un certo punto ha avuto la necessità di renderlo grande abbastanza affinché coprisse interamente la finestra del suo appartamento. (...) La stanza tutta costituiva l'opera d'arte. (...) In questo modo, camminare nell'appartamento significava camminare in un tempio (...) Era stato già chiamato The Rose, The Death Rose, The White Rose (...)".
Nella seconda metà degli anni sessanta le figure femminili nel lavoro di Conner vengono messe notevolmente in risalto; come in VIVIAN (dove viene celebrata l'attrice Vivian Kurz) ritroviamo la donna nel ruolo di protagonista assoluta in MARILYN TIMES FIVE. Quest'ultimo film, montato nel 1973, presenta la stessa struttura di BREAKAWAY: la colonna sonora è, anche questa volta, una canzone pop che celebra l'indipendenza femminile e l'attrice in primo piano, Marilyn Monroe, viene mostrata in cinque situazioni differenti, tutte della stessa durata.
L'idea per TAKE THE 5:10 TO DREAMLAND (1977) scaturisce da una discussione tra Conner ed il compositore Patrick Gleeson (che lavorò sia con Herbie Hancock che con i Devo), a proposito della possibilità di creare un'opera d'arte per un singolo spettatore. In questo caso, Conner torna ad utilizzare lo stesso genere di materiale con cui era stato montato il suo primo film. Queste pellicole vengono adoperate attraverso un montaggio non dinamico come i lavori precedenti, ma più vicino allo stile di Eisenstein. TAKE THE 5:10 TO DREAMLAND è composto da venti sequenze che, pur separate da fotogrammi, non perdono il proprio significato.
VALSE TRISTE (1978) è costituito interamente da materiale d'archivio ed assume le atmosfere di un viaggio onirico che attraversa i ricordi dell'infanzia dell'autore, le immagini, infatti, ci riportano fino alla fattoria di famiglia nel Kansas. Il film, dalle tonalità seppia, è accompagnato dal tema musicale di un radio-dramma gettonato tra i ragazzi degli anni quaranta: I Love a Mystery.
Nel 1978, Conner esplora l'ambiente punk americano e la scena musicale, allora timidamente emergente, della new wave. Affascinato dalla bizzarra "Teoria della De-Evoluzione" predicata dai Devo, che illustra un futuro nuclearizzato, disumanizzato e grottesco, l'autore utilizza pubblicità televisive, frammenti di film di fantascienza (tra cui It Came from Outer Space del 1953, conosciuto in Italia con il titolo di Destinazione... Terra!) e documentari scientifici per produrre MONGOLOID. La canzone omonima che fa da colonna sonora alla pellicola è la versione del primo 45 giri della band di Akron.
TELEVISION ASSASSINATION (1995) era, inizialmente, parte integrante di REPORT; una versione definitiva del film viene pubblicata solo nel 1995. Essa combina frammenti di scene riguardanti, ancora una volta, il momento esatto dell'assassinio di Kennedy. Le riprese vengono effettuate direttamente sullo schermo dell'apparecchio televisivo: il risultato è la presentazione di una società in cui gli spettatori si affidano completamente ai media per consumare prodotti creati da questi ultimi. I politici stessi ne emergono come oggetti commerciabili da consumare con la stessa facilità di un prodotto in vendita sugli scaffali di un supermercato.

## Curiosità
- CHILD, la scultura che più di tutte colpì la stampa presente al San Francisco Art Association Artist Member Show, ha fatto parte della collezione del New York Museum of Modern Art, sebbene tenuta in deposito per molti anni. Un tentativo di preservare i fragili elementi della cera nera di cui era composta ha portato alla disgregazione totale dell'opera.
- In un'intervista con William C. Wees, Conner ha affermato: "Ho sempre saputo di trovarmi al di fuori della corrente artistica commerciale. Il mio lavoro è stato collocato in un ambito che avrebbe cambiato nome più volte: film d'avanguardia, film sperimentale, film indipendente, ecc. Ho cercato di creare opere cinematografiche che fossero capaci di comunicare alle persone al di fuori di un dialogo limitato al solo stile 'esoterico', 'avanguardista' o 'di culto'. È un gergo che non mi piace"[16].

## Opere
- UNTITLED (1954-1956)
- UNTITLED (1954-1961)
- BRUNETTO LATINO (1956)
- GERYON (1957)
- HOMAGE TO JAY DE FEO (1958)
- RATBASTARD (1958)
- WELSH RABBIT (1958)
- CHILD (1959)
- DARK BROWN (1959)
- HOMAGE TO MINNIE MOUSE (1959)
- RAT PURSE (1959)
- SPIDER LADY (1959)
- SPIDER LADY HOUSE (1959)
- SPIDER LADY NEST (1959)
- THE TEMPTATION OF ST. BARNEY GOOGLE (1959)
- SNORE (1960)
- BLACK DAHLIA (1960)
- THE BRIDE (1960)
- PORTRAIT OF THE ARTIST (1961)
- RAY CHARLES/SNAKESKIN (1961)
- SENORITA (1961)
- SHOES (1961-1962)
- SUITCASE (1961-1963)
- PARTITION (1961-1963)
- PILLOW (1961-1964)
- CROSS (1962)
- GUADALUPE (1962)
- LA VIRGEN (1962)
- MUSHROOM (1962)
- YIN YANG (1962)
- EMBRYO (1962)
- UNA MAPA (1962)
- HOMAGE TO JEAN HARLOW (1963)
- SON OF THE SHIEK (1963)
- 23 KENWOOD AVENUE (1963)
- THE MARCEL DUCHAMP TRAVEL BOX (1963)
- BLUE PLATE/SPECIAL (1964)
- CATCH (1964)
- LOOKING GLASS (1964)
- TOUCH/DO NOT TOUCH (1964)
- TRIPTYCH (1964)
- Untitled, from Mandala Series (1-6) (1965)
- MAZE DRAWNING (1965)
- NEW YORK FILM FESTIVAL POSTER (1965)
- HANDPRINT (1965)
- UNTITLED (1965)
- RAIN (1965)
- THUMB PRINT (1965)
- APPLAUSE COPYRIGHT 1966 BY BRUCE CONNER. ALL RIGHTS RESERVED. (Prima edizione 1966/Seconda edizione 1970)
- MANDALA (1966)
- UNTITLED (1966)
- BOOK PAGES (1-5) (1967)
- BRUCE CONNER FOR SUPERVISOR (1967)
- Bruce Conner and Michael McClure? CARDS (Prima edizione 1966/Seconda edizione 1970-1971)
- THE DENNIS HOPPER ONE MAN SHOW (Vol. I, Vol. II, Vol. III) (1970-1973)
- BURNING ANGEL (1973)
- ENFOLDING ANGEL (1974)
- SOUND OF TWO HAND ANGEL (1974)
- ANGEL (1-3) (1975)
- ANGEL KISS (1975)
- ANGEL LIGHT (1975)
- BLESSING ANGEL (1975)
- FLAME ANGEL (1975)
- NIGHT ANGEL (1975)
- THRONE ANGEL (1975)
- UNTITLED (1973)
- NIGHT CLOUDS (1974)
- PRINTS (1974)
- UNTITLED DRAWING SERIES (1-6) (1974)
- HIGHER ARCHERY (1975)
- STARS (1975)
- TOTEM TIME IN DREAM LAND (1975)
- LAST DRAWING (1976-1977)
- UNTILED (1-3) (1981)
- MAKING LIGHT OF DIOGENES (1986)
- MARY ANOINTING JESUS WITH THE PRECIOUS OIL OF SPIKENARD (1987)
- BLINDMANS BLUFF (1987)
- CHRIST CASTING OUT THE LEGIONS OF DEVILS (1987)
- DEUS EX MACHINA (1987)
- UNTITLED (1987)
- BOMBHEAD (1989)
- THE SCRIBE (1990)
- FEAR OF LIBERTY (1990)
- DIOGENES WHO? (1990)
- THE ARTIST (1990)
- PSYCHEDELICATESSEN OWNER (1990)
- THE KISS OF BETRAYAL (1990)
- JULY 4, 1990
- SAMPLER (1991)
- PORTRAIT (1992)
- 494 INKBLOTS (1992)
- UNTITLED (1993)
- BECALMED (1994)
- INKBLOT DRAWING (1-4) (1995-1998)
- AT THE EDGE OF THE WORLD (1995)
- CHESSBOARD (1996)
- MAGNETIC DUST (1997)
- MIRROR (1997)

### Filmografia
- A MOVIE (16mm) (1958)
- COSMIC RAY (16mm) (1961)
- REPORT: TELEVISION ASSASSINATION (8 mm) (1963-1964)
- LEADER (16mm) (1964)
- VIVIAN (16mm) (1964)
- TEN SECOND FILM (16mm) (1965)
- COSMIC RAY I, II, III (8 mm) (1965)
- LOOKING FOR MUSHROOMS (8 mm) (1965)
- CLASS PICTURE (8 mm) (1965)
- EASTER MORNING (8 mm) (1966)
- BREAKAWAY (16mm) (1966)
- LOOKING FOR MUSHROOMS (16mm) (1959-1967)
- REPORT (16mm) (1967)
- THE WHITE ROSE (16mm) (1967)
- LIBERTY CROWN (16mm) (1967)
- COMING ATTRACTIONS (8 mm) (1968)
- ANTONIA (8 mm) (1968)
- PERMIAN STRATA (16mm) (1969)
- MARILYN TIMES FIVE (16mm) (1968–1973)
- CROSSROADS (16mm) (1976)
- TAKE THE 5:10 TO DREAMLAND (16mm) (1977)
- VALSE TRISTE (16mm) (1978)
- MONGOLOID (16mm) (1978)
- MEA CULPA (16mm) (1981)
- AMERICA IS WAITING (16mm) (1982)
- TELEVISION ASSASSINATION (16mm) (1995)
- LOOKING FOR MUSHROOMS (16mm) (Versione estesa, 1996)
- LUKE (8 mm) (2004)
- EVE-RAY-FOREVER (Installazione su tre schermi) (2006)
- THREE SCREEN RAY (Installazione su tre schermi) (2006)
- HIS EYE IS ON THE SPARROW (2006)
- EASTER MORNING (2008)